# Parc national de la Sierra de las Nieves
Pour les articles homonymes, voir Sierra, Sierra de las Nieves (homonymie) et Nieves (homonymie).

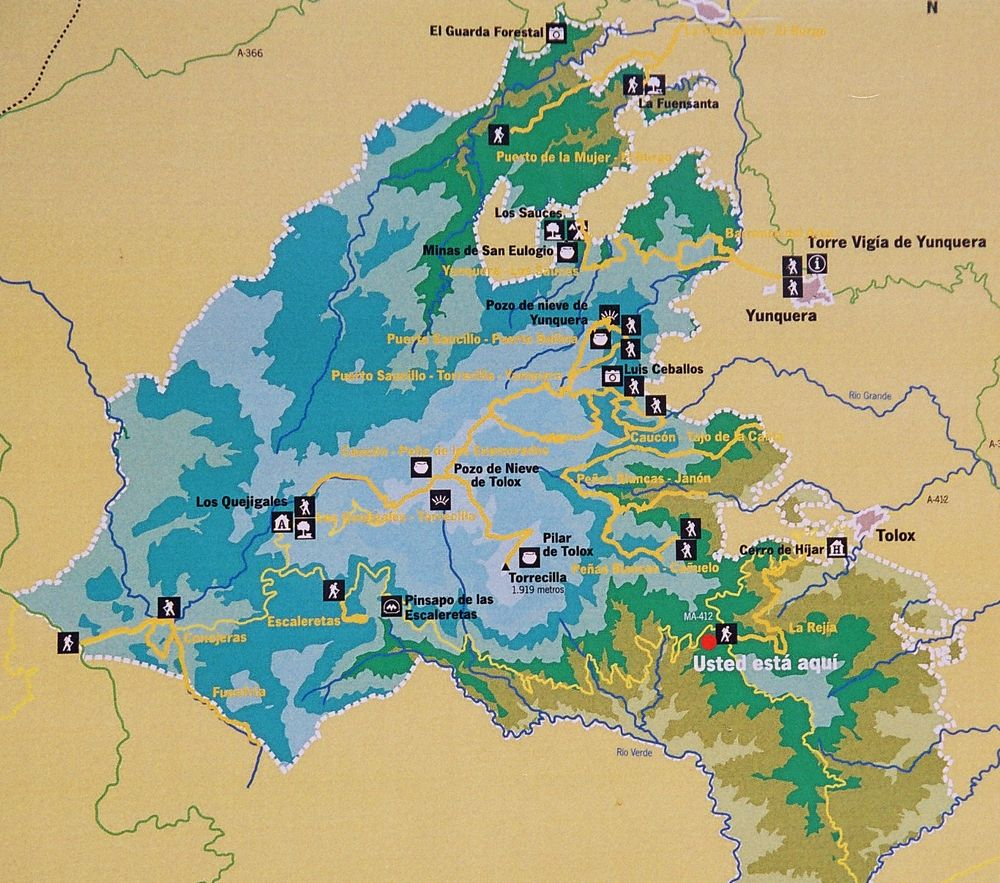
Carte de la Sierra de las Nieves

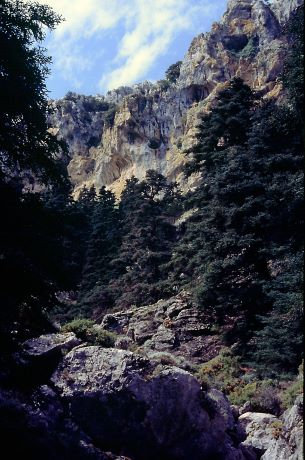
Forêt de pins dans la Sierra de las Nieves

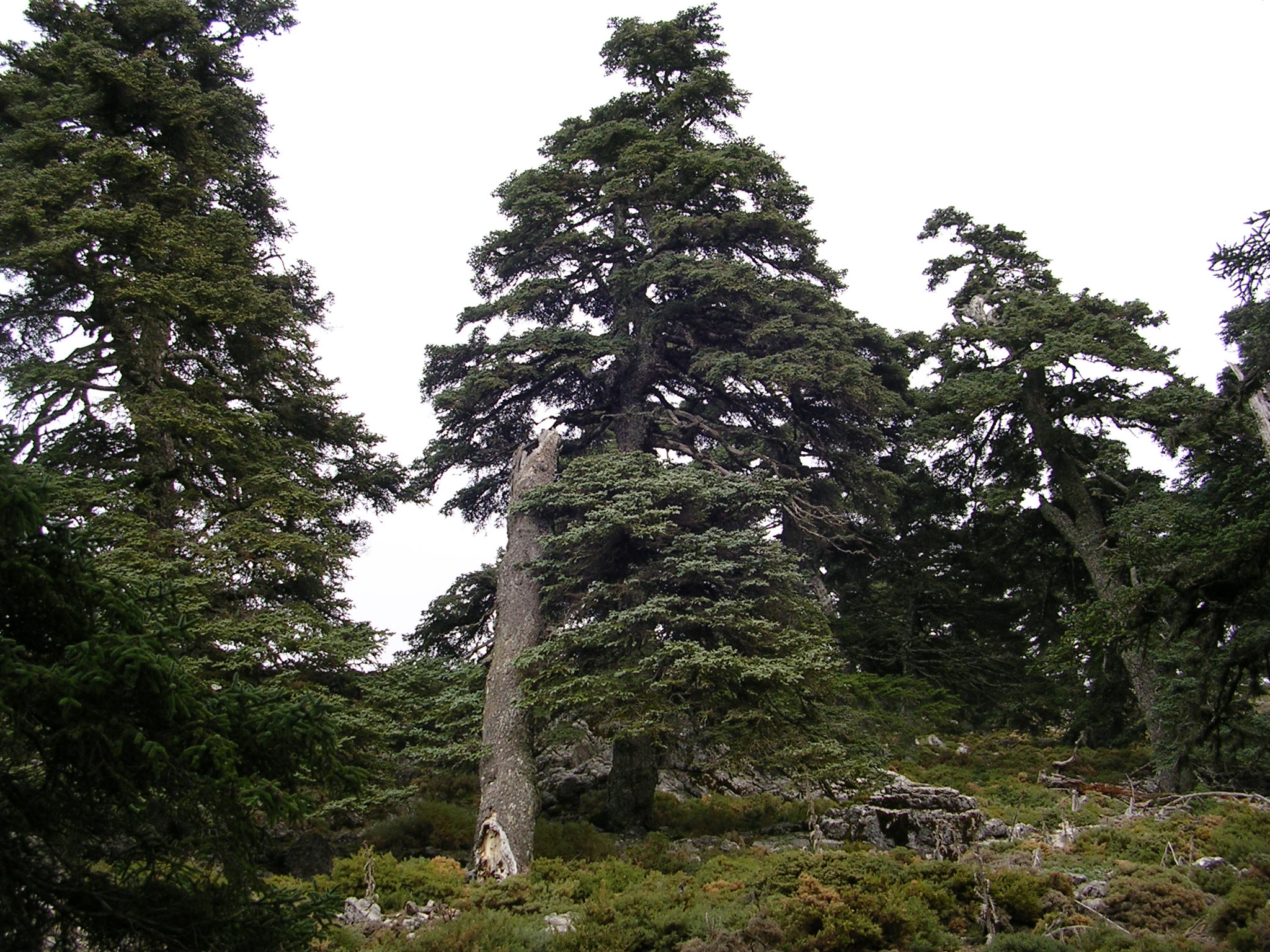
Pinsapo en la Cañada del Cuerno

Le parc national de la Sierra de las Nieves d'une superficie de 22 979 ha, s'étend au sud-ouest des cordillères Bétiques, entre Ronda, Coin et Marbella dans la province de Malaga en Andalousie (Espagne). Il englobe toute la sierra et culmine à 1919 mètres d'altitude au pic de Torrecilla. Déclaré parc naturel en 1989, il a été décidé en 2019 qu'il deviendrait le 16ème parc national d'Espagne, et le 3ème en Andalousie. Il a été déclaré officiellement parc national le 1er juillet 2021.

## Description
La Sierra de las Nieves doit son nom de l'époque arabe où l'on devait ramasser la neige au sommet des montagnes pour rafraîchir les boissons et conserver les aliments en état de fraîcheur. 
Aujourd’hui c'est une zone des plus sauvages d’Espagne et plus particulièrement d’Andalousie, reconnue par l'UNESCO comme réserve de biosphère depuis 1995. Il faut quitter son véhicule et chausser les chaussures de montagne pour admirer le paysage, et notamment la magnifique flore et surtout la forêt de sapins andalous appelés en espagnol pinsapos, et en latin Abies pinsapo.
La faune abrite quelques espèces peu communes en Europe comme les genettes, les mangoustes communes, les bouquetins d'Espagne, des loutres et des fouines. On y trouve de nombreux rapaces comme les aigles royaux, les aigles de Bonelli et des hiboux grands ducs.  
Le parc protégé par son écosystème, et la singularité de sa flore et sa faune, est peu équipé pour éviter une exploitation ou un encouragement touristique. Aucune route asphaltée sur ce parc protégé, seuls quelques chemins forestiers aménagés pour l'entretien ou les interventions en cas d'incendie, relient certaines agglomérations.
Le parc Sierra de las Nieves a pour particularité d'être une région montagneuse et encaissée de profondes crevasses comme celle de la Caina avec un dénivelé de plus de 100 mètres, des  crêtes comme celle de la Gesm, de plus de 1 100 mètres, et des pics de plus de 1 900 mètres d'altitude comme celui de Torrecilla situé dans la Sierra Blanca de Tolox.
Le parc naturel de la Sierra de las Nieves est à quelques dizaines de kilomètres de la Costa del Sol, et intègre géographiquement les municipalités de Alozaina, Casarabonela, El Burgo, Guaro, Istán, Monda, Ojén, Tolox et Yunquera.

## Différents sommets
- Sima Honda : 1640 mètres d'altitude
- Sima de Horcajuelos : 1600 mètres d'altitude
- Sima Bambi
- Sima de las Grajas
- Sima de la Espalda : 1 750 mètres d'altitude
- Sima Erotica
- Complejo Raya Heleda
- Sima de las Palomas

## Spéléologie
Sima Gesm, un des dix plus profonds gouffres du monde, se trouve à la Sierra de las Nieves, ce qui permet de rencontrer en ce lieu des spéléologues de renom et de toutes nationalités.

## Source
- (es) Cet article est partiellement ou en totalité issu de l’article de Wikipédia en espagnol intitulé « Parque natural de la Sierra de las Nieves » (voir la liste des auteurs).